# The Origins of the Koran
The Origins of The Koran: Classic Essays on Islam’s Holy Book is een Engelstalig boek uit 1998 geredigeerd door de Pakistaans-Amerikaanse ex-moslim Ibn Warraq. Het bevat een bundel van 13 kritische studies van de Koran die in de 19e en 20e eeuw zijn geschreven door historici en geleerden die gespecialiseerd waren in de geschiedenis van het Midden-Oosten: Ibn Warraq, Theodor Nöldeke, Leone Caetani, Alphonse Mingana, Arthur Jeffery, David Samuel Margoliouth, Abraham Geiger, William St. Clair Tisdall, Charles Cutler Torrey en Andrew Rippin. De meeste van deze auteurs schreven hun essays over de Koran voor Tweede Wereldoorlog (1939–1945).
Het boek bestudeert breed gedragen opvattingen over de historische oorsprong en bronnen van de Koran, het heilig boek van de islam. Het betwijfelt de notie dat de Koran onfeilbaar is, een idee waarin de meeste moslims geloven. Het boek is opgedeeld in vier delen waarin de Koran wordt bestudeerd. Na de inleiding in Part One gaat Part Two over de moeilijkheden om een betrouwbare tekst van de Koran vast te stellen, terwijl Part Three de joodse, christelijke en zoroastrische bronnen van de Koran in detail beweert te kunnen aantonen. Part Four probeert de historische betrouwbaarheid van de vroegste islamitische bronnen te weerleggen.

## Recensies
Herbert Berg, professor religie en filosofie aan de Universiteit van North Carolina Wilmington, vatte in zijn recensie in het Bulletin of the School of Oriental and African Studies de bundel samen. Hij prees de opname van het essay van de Duitse oriëntalist Theodor Nöldeke, maar had felle kritiek op de opname van dat van de Britse anglicaanse zendeling William St. Clair Tisdall, hetgeen hij omschreef als "niet bepaald een wetenschappelijk essay". Berg concludeerde: "Het lijkt erop dat Ibn Warraq sommige essays niet op basis van hun wetenschappelijke waarde of hun status als 'klassieken' [in zijn bundel] heeft opgenomen, maar op basis van hun vijandigheid jegens de islam. Dat vermindert nog niet per se de waarde van de collectie, maar de lezer zou zich ervan bewust moeten zijn dat deze bundel niet helemaal representatief is voor de klassieke Koranwetenschap."
François de Blois, professor Semitische talen aan de Universiteit van Cambridge, bekritiseerde eveneens Ibn Warraqs keuze voor de opname van het essay van St. Clair Tisdall, dat hij maar een "prullerig vodje papier vol missionaire propaganda" vond en het "slechtste" van alle essays in het boek. De Blois gaf ook aan dat er "behoorlijk wat fouten zitten in de spelling van zowel Arabische als Europese talen" en voegde eraan toe: "Het feit dat het stuk koranische kalligrafie dat op de voorkant van het boek ondersteboven is afgedrukt is, naar men mag aannemen, waarschijnlijk niet bedoeld als opzettelijke belediging jegens de voormalige geloofsgenoten van de redacteur".
Christopher Melchert, professor Arabisch en vroeg-islamitisch recht aan de Universiteit van Oxford, zei dat de collection "een aardige indruk biedt van de Europese Koranwetenschap in de eerste helft van de 20e eeuw", maar meende ook dat de bronnen die Warraq citeert beter eerstehands kunnen worden gelezen.
Todd Lawson, assistent-professor islamstudies aan de Universiteit van Toronto, zei over het boek dat "er overal arrogantie is en amateuristische aannames gedaan worden. Alles bij mekaar klinkt het nogal als onnozele hysterie... Er moet gezegd worden dat het ongetwijfeld aantoont hoe goed de redacteur is in het zorgvuldig en ijverig vinden van grove uitspraken om in het Engels over de Koran te doen. Het is moeilijk om dit werk aan te raden, behalve dan misschien voor antiquarische interesses en de archeologie van de islamkunde."